# South Lancaster (Wisconsin)
South Lancaster es un municipio del condado de Grant, Wisconsin, Estados Unidos. Tiene una población estimada, a mediados de 2021, de 890 habitantes.
Abarca un área exclusivamente rural. 

## Geografía
Está ubicado en las coordenadas 42°48′40″N 90°43′28″O / 42.81111, -90.72444. Según la Oficina del Censo de los Estados Unidos, tiene una superficie total de 87.5 km², correspondientes en su totalidad a tierra firme.

## Demografía
Según el censo de 2020, en ese momento había 884 personas residiendo en la zona. La densidad de población era de 10.1 hab./km². El 96.61% de los habitantes eran blancos, el 0.45% eran afroamericanos, el 0.11% era amerindio, el 0.34% eran asiáticos, el 0.11% era isleño del Pacífico, el 0.57% eran de otras razas y el 1.81% eran de una mezcla de razas. Del total de la población, el 1.70% eran hispanos o latinos de cualquier raza.